# 圣让德洛讷
圣让德洛讷（法語：Saint-Jean-de-Losne，法語發音：[sɛ̃ ʒɑ̃ də lon]，意为“洛讷的圣让”）是法国科多尔省的一个市镇，位于该省东部偏南，索恩河右岸，属于博讷区。圣让德洛讷历史上曾为重要的商业码头。

## 地理
圣让德洛讷（47°6'11"N, 5°15'50"E）面积0.58 平方千米，位于法国勃艮第-弗朗什-孔泰大區科多尔省，该省份为法国中东部省份，北起奥布省，西接涅夫勒省和约讷省，南至索恩-卢瓦尔省，东南接汝拉省，东临上索恩省，东北部与上马恩省接壤。
与圣让德洛讷接壤的市镇（或旧市镇、城区）包括：洛讷、圣于萨日。

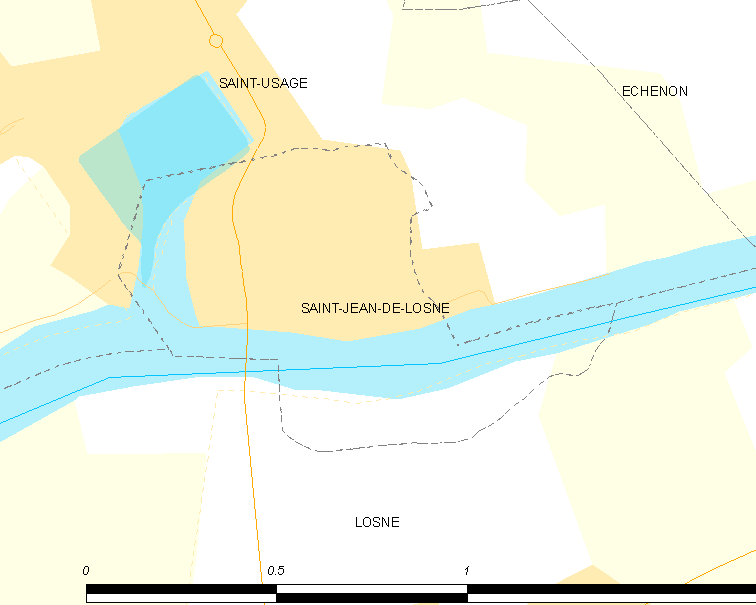
圣让德洛讷的OSM定位图

圣让德洛讷的时区为UTC+01:00、UTC+02:00（夏令时）。

## 行政
圣让德洛讷的邮政编码为21170，INSEE市镇编码为21554。

## 政治
圣让德洛讷所属的省级选区为布拉泽昂普莱讷县。

## 人口

1962-2008年间圣让德洛讷人口变化图示

圣让德洛讷于2022年1月1日时的人口数量为1001人。